# SIG SAUER P226
SIG SAUER P226は、ザウエル&ゾーン社がP220の後継として開発した自動拳銃。

## 特徴

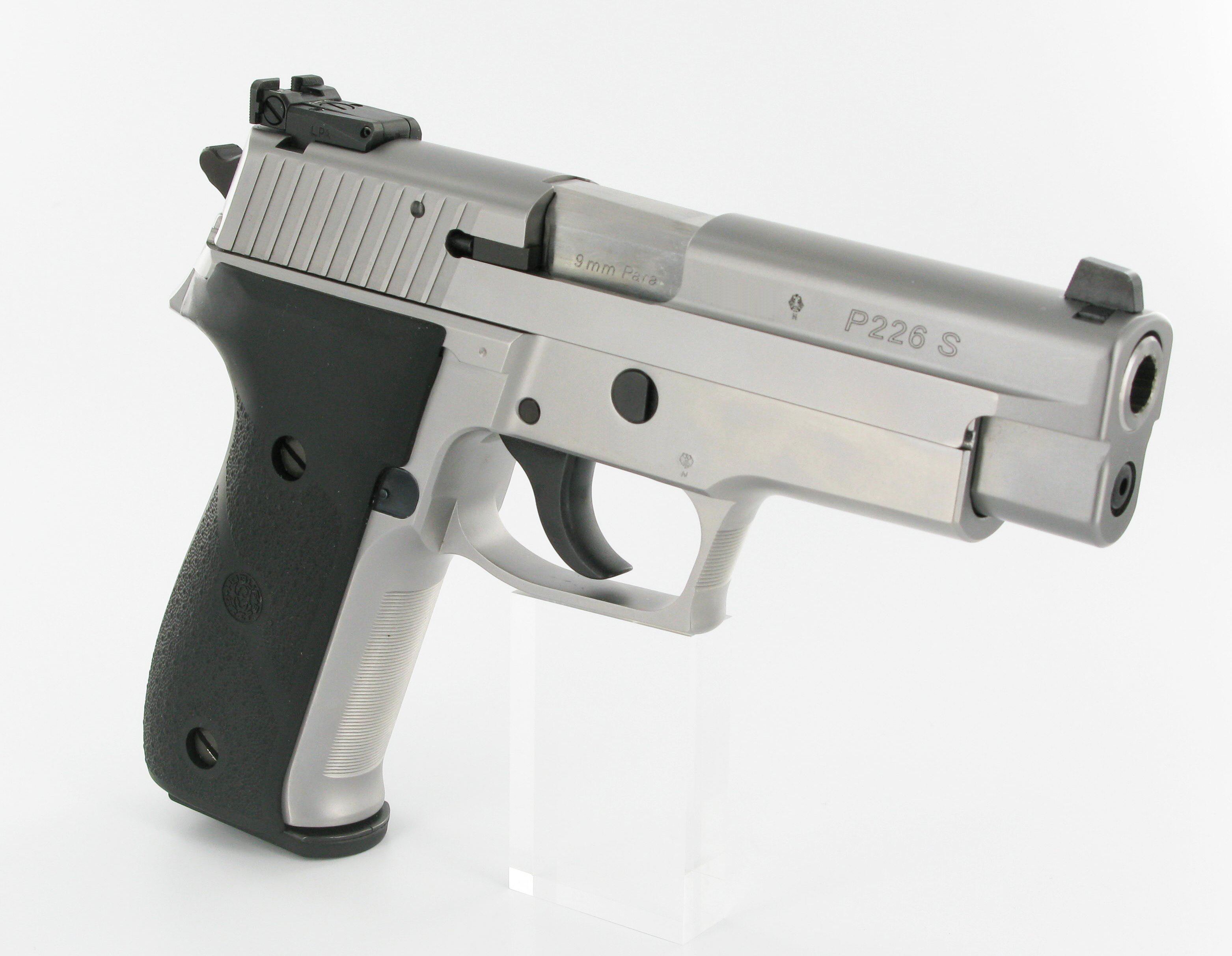
ステンレスのP226 S

P220との違いは見た目ではわかりにくいが、ダブルカラムマガジン化が最大の改良点である。このため、装弾数が9x19 mmパラベラム弾仕様で、9発から15発に増えている。.40S&W弾モデルと.357SIG弾モデルの場合は12発になっている。
P220と同様にマニュアルセーフティーを持たない代わりに、起こされたハンマーを安全にハーフコック位置まで落とすためのデコッキングレバーを有する。
長時間水や泥の中に浸けた後でも確実に作動するほど耐久性は高く、アメリカのガンショップではP220より高価である。軍のトライアルでは価格の高さやマニュアルセーフティーを備えないことなどからベレッタ 92に負け、採用されなかった（トライアルの経緯はベレッタ 92#バリエーションを参照）。
海上自衛隊特別警備隊がP226Rを2007年6月28日の公開訓練で使用するなど、各国の軍隊（イギリス陸軍（ブローニング・ハイパワーを更新）、SAS、アメリカ海軍SEALsなど）・警察（ニューヨーク市警察、日本警察の特殊急襲部隊など）など、予算的に余裕のある特殊部隊・機関では多く採用されている。
| ·        | Template‐ノート:同規模フリゲートに、このページに関する疑問があります。（2025年5月） 疑問の要約：テンプレート名と選択基準の妥当性 |                             |                                                   |                                                   |                                                   |                                                   |                           |                           |          |
|          | M1911 | BHP                         | P220                                              | Cz75                                              | 92F                                               | P226                                              | グロック17                | SFP9                      | MP-443   |
| 画像     | |                             |                                                   |                                                   |                                                   |                                                   |                           |                           |          |
| 口径     | .45 | 9mm                         | 9mm .45 等                                        | 9mm                                               | 9mm                                               | 9mm                                               | 9mm                       | 9mm                       | 9mm      |
| 装弾数   | 7発 | 13発                        | 9発                                               | 15発                                              | 15発                                              | 15発                                              | 17発                      | 15-20発                   | 18発     |
| 銃身長   | 127 mm | 118 mm                      | 112 mm                                            | 120 mm                                            | 125 mm                                            | 112 mm                                            | 114 mm                    | 104 mm                    | 112.5 mm |
| 全長     | 216 mm | 200 mm                      | 198 mm                                            | 206 mm                                            | 217 mm                                            | 196 mm                                            | 186 mm                    | 187 mm                    | 198 mm   |
| 重量     | 1,130 g | 810 g                       | 830 g                                             | 1,000 g                                           | 970 g                                             | 964 g                                             | 703 g                     | 753 g                     | 950 g    |
| 作動方式 | 反動利用 シングルアクション | 反動利用 シングルアクション | 反動利用 シングルアクションおよびダブルアクション | 反動利用 シングルアクションおよびダブルアクション | 反動利用 シングルアクションおよびダブルアクション | 反動利用 シングルアクションおよびダブルアクション | 反動利用 ダブルアクション | 反動利用 ダブルアクション | 反動利用 |

## バリエーション

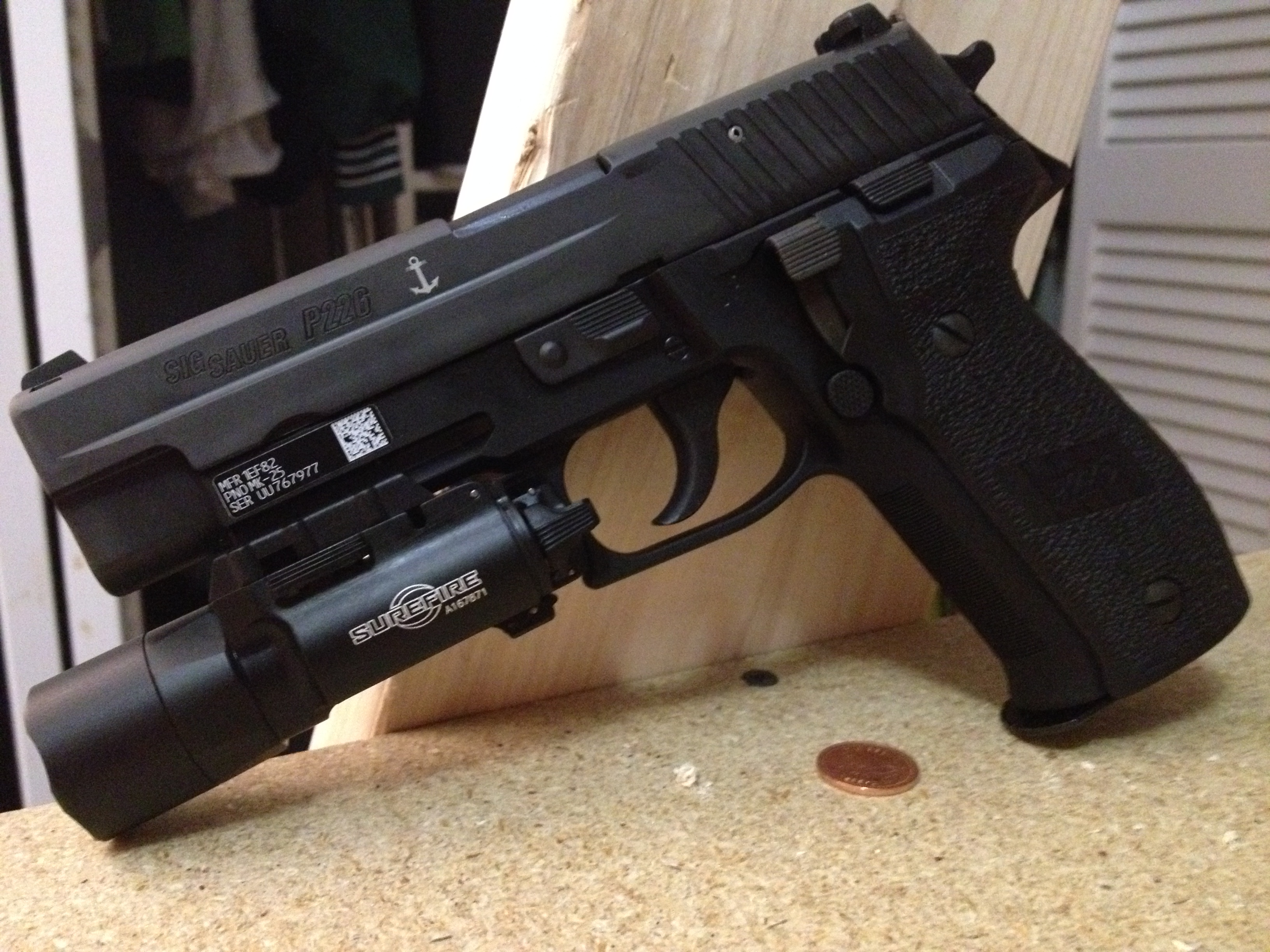
シュアファイア X300 ウルトラを装着したP226 Mk.25

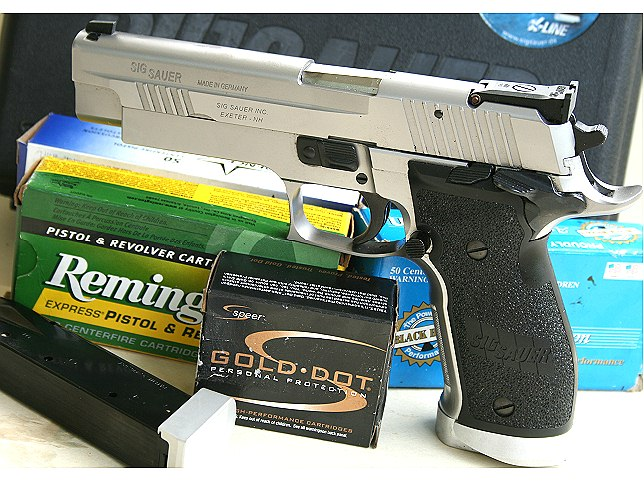
P226 X-Five

トリガーアクション、バレル長、フレーム素材、装弾数、アジャスタブルサイトの有無などの違いから「X-FIVE」や「XPRESS」など複数のモデルが存在する。最初期に製造されたモデルはスライドの左側面に「SIG SAUER」、右側面に「P226」の刻印が施されており、現在流通しているモデルと若干異なっている。
近年のモデルでは20mmアンダーマウントレールが標準装備されている。現在はカタログが整理され、後述の「P226 E2」の名で売られていたものがP226のスタンダードモデルとなっている。
P226
P226 E2
一体型の新型グリップとストロークの短いトリガーを装備したモデル。マガジンキャッチとデコッキングレバーも形状が変更されている。E2は"Enhanced Ergonomics"の略。
現在はE2の名が外されて、このモデルが現行型P226のスタンダードモデルである。
P226 TB
サプレッサーを取り付けられるようにバレルにネジが切られたモデル。TBは"Threaded Barrel"の略。
P226 Two-Tone
スライドがシルバーフィニッシュになっているモデル。
P226 USPSA Two-Tone
上記モデルとは逆に、フレームのみシルバーになっているモデル。

P226 DAK
ダブルアクションオンリーのモデル。デコッキングレバーは廃止され、ハンマースパーも削り取られている。規定でシングルアクションが禁じられているニューヨーク市警察に支給品として制式採用されている。
P226 SAO
226のシングルアクションオンリーモデル。外見はP226 エリートとさほど変わらないが、デコッキングレバーの廃止とサムセイフティの追加でコック&ロックが可能になった。
P226 SAS
P226 DAKのスライド、フレームに丸みを持たせ、衣服などへの引っかかりを抑えたモデル。スライドはシルバー、グリップは木製に変更されている。SASは"SIG Anti-Snag"の略。

P226 Elite
スライド前部にセレーション、フレーム後部にビーバーテイル、グリップ前面にチェッカリングがそれぞれ追加された上位シリーズ。
P226 Elite Stainless
スライドとフレームがシルバーで、木製グリップを装着したモデル。
P226 Enhanced Elite
フロントコッキングセレーション、ビーバーテイル、ショートリセットトリガー、エクステンデッドグリップタング、E2型グリップを装備したモデル。
P226 Elite Dark
可変式畜光サイト、アルミ製グリップを備えたモデル。
P226 Elite Dark TB
P226 Elite DarkのTB版モデル。

P226 Mk.24
アメリカ海軍特殊部隊SEALs採用モデル。腐食を抑えるため、リン酸塩皮膜処理がされている。
P226 Navy
Mk.24の民間向けモデル。スライドに碇のマークが刻まれている。

P226 Mk.25

SEALsが採用した最新型モデル（Mk.24改良型）とその民間向けモデル。特殊コーティングの他に厳密にピカティニーレール規格に改められたアンダーマウントや蓄光サイトを備えている。
P226 LEGIONN
2015年に発表されたP220クラシックシリーズの最新仕様モデル。PVDコーティングの表面処理が施され、フロントコッキングセレーション、ショートリセットトリガー、エクステンデッドグリップタング、X-Ray3サイト等を備え、操作性が向上している。又、シングルアクションオンリーモデルも存在。
P226 Combat
内部パーツにリン酸塩皮膜処理を、バレルにハードクロム処理を施したモデル。フレームとグリップはデザート系カラーになっている。
P226 Combat TB
P226 CombatのTB版モデル。

P226 SCT
フロントセレーション、トリチウム夜間サイト、バンパー付きマガジンを備えたモデル。装弾数は9x19 mmパラベラム弾で20発、.40S&W弾で14発。
P226 Tac Ops
SCTの仕様にビーバーテイル、マグウェル機能付き大型グリップを追加した最高級モデル。
P226 Classic 22
.22LR弾専用モデル。アジャスタブルサイトを標準装備している。装弾数は10発。
P226 Classic 22 Bevertail
フレーム後部がビーバーテイル形になったモデル。

P226 X-Five

競技向けの5.0インチモデル。IPSCの規定に適合する。一部モデルを除きシングルアクションオンリーでアンビセーフティーを備え、コック&ロックが可能。他にもアジャスタブルサイト、改良型リコイルスプリング、ビーバーテイル、ハイグリップ加工などを備える。そのため、P226とのパーツ互換性はほとんど無くなっている。
SIG社のカスタム部門「マスターショップ」が製作するモデルも存在する。
P226 X-Five
木製グリップ、フルアジャスタブルトリガー、マグウェルを備えるモデル。カラーはシルバー。装弾数は9x19 mm弾で19発、.40S&W弾で14発。
P226 X-Five Competition
ポリマー製グリップ、マグウェルを備えるモデル。カラーはシルバー。装弾数は9x19 mm弾で19発、.40S&W弾で14発。
P226 X-Five Allround
P226のようにシングル/ダブルアクションでデコッキングレバーを持つモデル。カラーはシルバーでポリマー製グリップを備える。装弾数は9x19 mm弾で17発、.40S&W弾で12発。
P226 X-Five Tactical
アンダーマウントレール、固定式サイト、ブラックカラーなど、実戦を意識したモデル。9x19 mm弾、.40S&W弾で、装弾数は前者が15発、後者が10発となっている。

P226 X-Six
SIG社のカスタム部門「マスターショップ」が製作するモデル。
競技向けの6.0インチモデル。シングルアクションオンリー、サムセーフティー、アジャスタブルサイトなど、その他の仕様はX-Fiveとほぼ同じ。

## P227

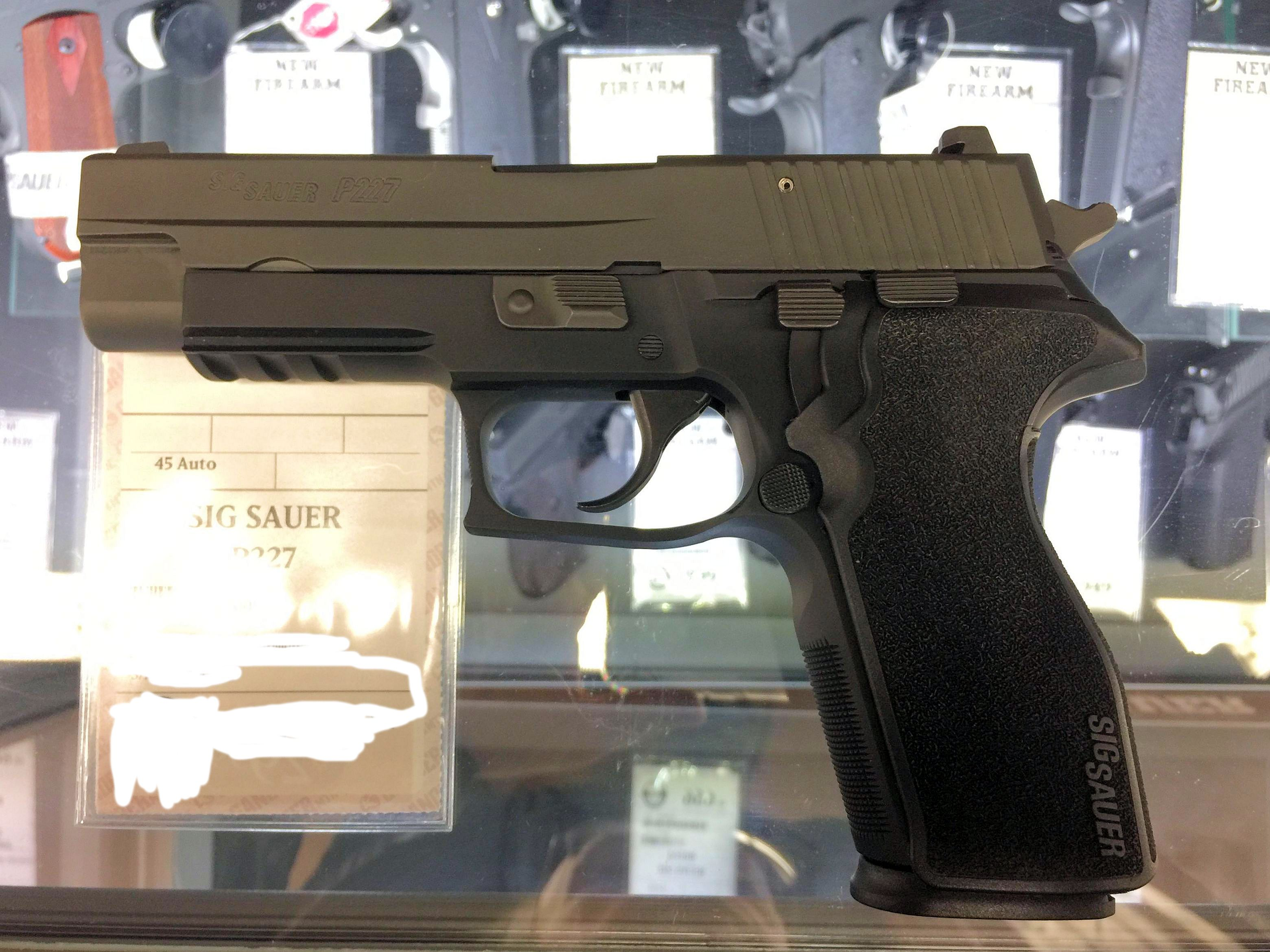
P227

ザウエル&ゾーン社のアメリカ合衆国現地法人SIG SAUER社が設計、製造したP226の派生型。2013年に導入され、2019年に廃止された。
使用弾薬を.45ACP弾に変更している。.45ACP弾モデルのP220のマガジン装弾数が8発であるのに対し、P227のマガジン装弾数は10発である。ダブルスタックマガジンを備えるTACOPSは14発装弾可能。

## P228
P226の小型軽量化モデルとして1989年に発売されたのがP228である。
P228は小型軽量化に伴いP226よりも安価になった。加えて装弾数が13発と多めな事から、アメリカ軍で「M11」の名称で制式採用されているほか、DHS、FBI、DEA、NCIS、アメリカ空軍特別捜査室 (OSI) と言った捜査機関でも使用されている。また、フランス国家憲兵隊の特殊部隊であるGIGN、ドイツ警察の特殊部隊であるSEK、イスラエル陸軍、日本のSAT、海上保安庁のSSTで採用されている。
一般的にP228は、P226のスライドを短くしただけのものと誤解されがちだが、装弾数の減少によりフレームがスリム化され、手の小さい人でも使用できるようになっている。またグリップもP226と若干異なり、親指が当たる部分がへこんでいて握りやすくなっている。この新型グリップは好評で、P226も同様のグリップに変更され、現行のE2クリップに変更されるまで標準装備だった。
後継のP229が開発されたことで民間への販売は中止された。2012年より民間用のM11-A1が販売されているが、これは新型P229のバリエーションモデルでP228ベースのM11とは別物である。P229及びM11-A1の弾倉は15発まで装弾可能だが、形状が若干違うのでP228及びM11には使用できない。

## P229
P228をより強力な弾種に対応できるように改良したモデルでP228の後継モデルとなる。
P229は、スライドが削り出しでつくられており、P228とは形状も異なる。.40S&W弾を使用するモデルと.357SIG弾を使用するモデルが追加されている。
装弾数は、9x19 mmパラベラム弾モデルが15発（初期型は13発）、.40S&W弾モデル、.357SIG弾モデルはともに12発。
アメリカ合衆国のシークレットサービスと連邦航空保安局が.357SIG弾モデルを、アメリカ沿岸警備隊が.40S&W弾モデルを採用している。

## 影響を受けた拳銃
- ノーリンコNP22 - 中華人民共和国の中国北方工業公司によるP226のコピー製品で、NC226とも呼ばれる[6]。イランでも製造されている。7.62x25mmトカレフ弾対応もあり。
- アストラ A-100 - P220を参考に開発されたがダブルカラムマガジンを用いるスペイン製拳銃。
- ツァスタバ CZ99 - P226を参考に開発されたセルビア製拳銃。イスラエルや南アフリカ共和国でも製造された。
- P-226 TK-Pro - P226を参考に開発されたロシア製拳銃。非致死性弾を使用する。
- Arex Rex Zero 1 - P226を参考に開発されたスロベニア製拳銃。

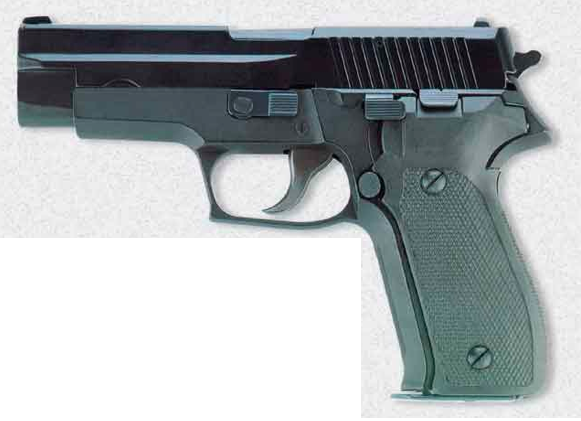
イラン製P226
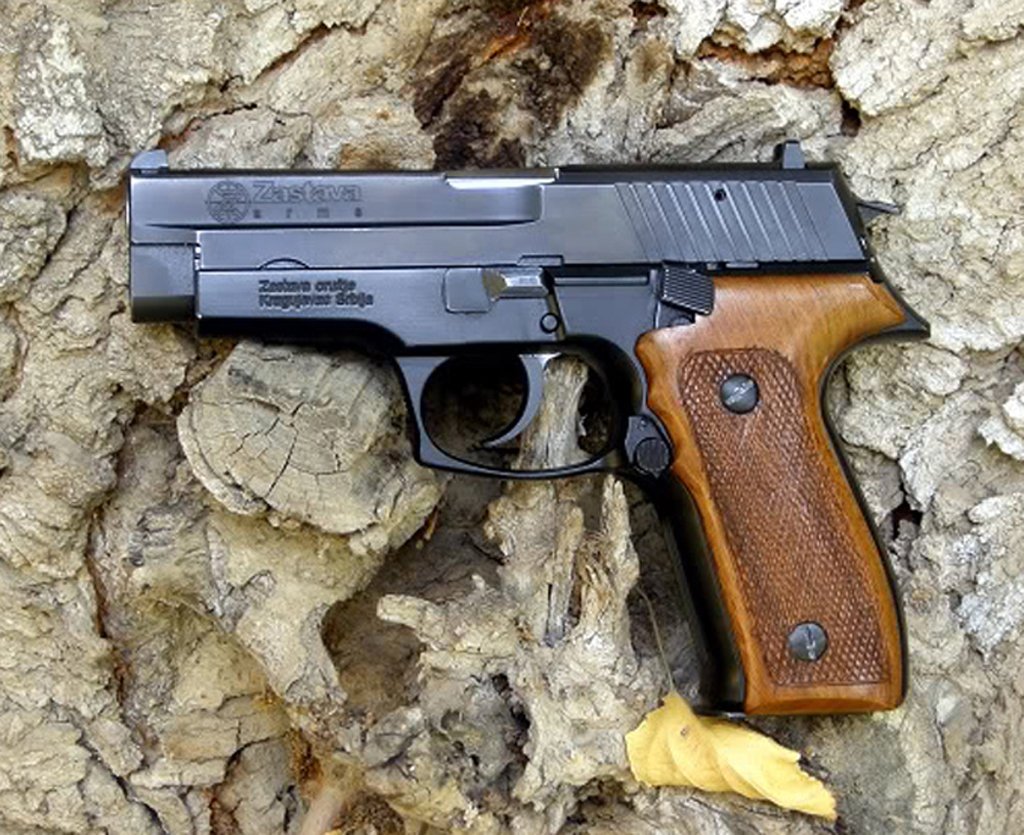
CZ999
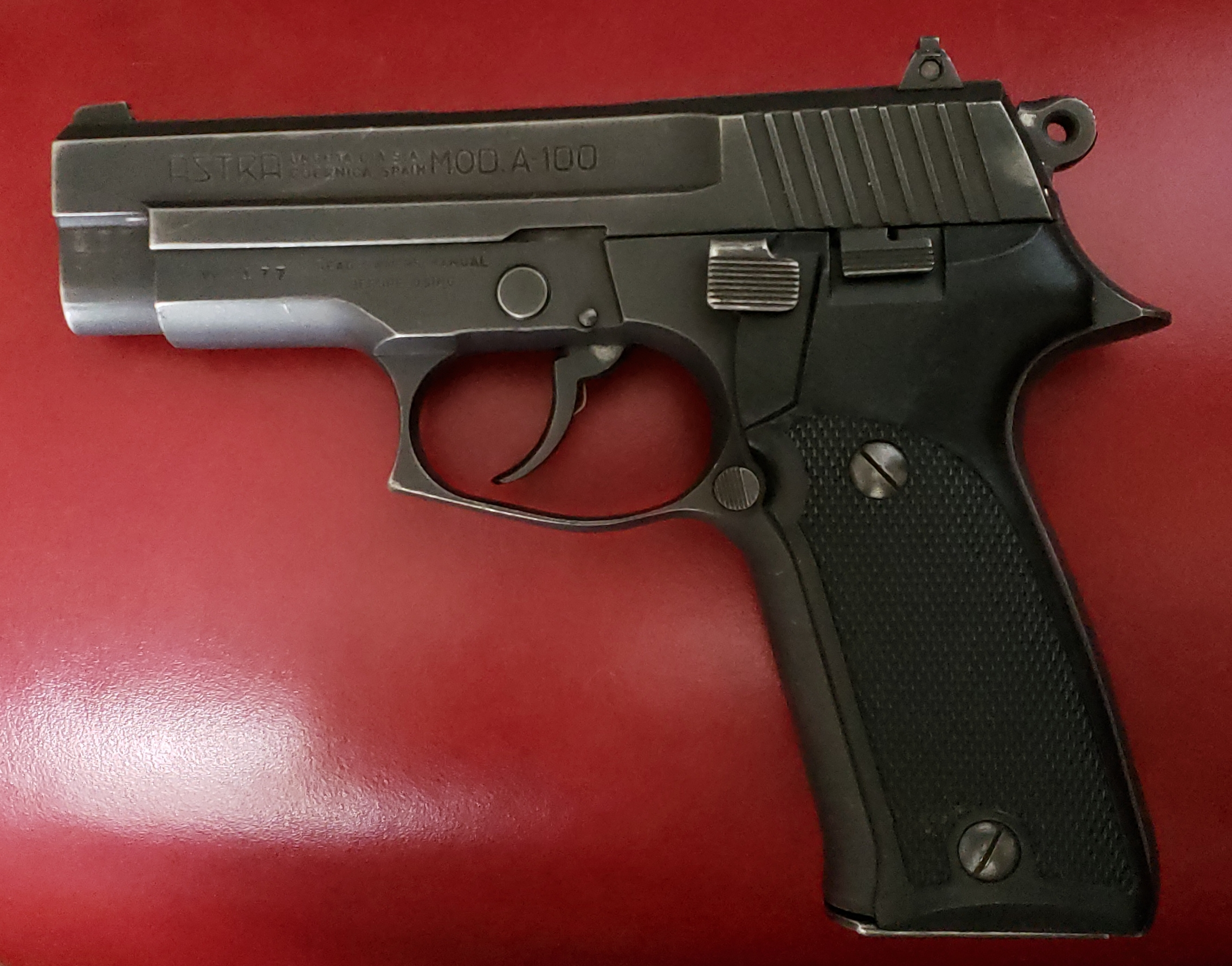
アストラ A-100

## 関連作品
TVドラマ『24 -TWENTY FOUR-』
主人公である捜査官ジャック・バウアーが、作中でP228とP229のスライドシルバーモデルを使用した。世界中で大ヒットしたドラマシリーズであり、P228はアメリカ軍で採用された銃というよりもジャック・バウアーの使用した銃として有名といわれる。